# أندرياس كريستوفيديس
أندرياس كريستوفيديس (14 أكتوبر 1992 بنيقوسيا في قبرص - ) هو لاعب كرة قدم قبرصي في مركز الدفاع. شارك مع منتخب قبرص تحت 21 سنة لكرة القدم. أما مع النوادي، فقد لعب مع أولمبياكوس نيقوسيا ونادي أبويل وألكي لارانكا ‏.

## وصلات خارجية
- أندرياس كريستوفيديس على موقع الاتحاد الأوربي (الإنجليزية)
- أندرياس كريستوفيديس على موقع قاعدة بيانات كرة القدم.إي يو (الإنجليزية)
- أندرياس كريستوفيديس على موقع Soccerway.com (الإنجليزية)
- أندرياس كريستوفيديس على موقع AS.com (الإسبانية)